# Pietro Ruta
Pietro Ruta (Gravedona, 6 de agosto de 1987) é um remador italiano, medalhista olímpico.

## Carreira
Ruta conquistou a medalha de bronze nos Jogos Olímpicos de Verão de 2020 em Tóquio na prova de skiff duplo leve, ao lado de Stefano Oppo, com o tempo de 6:14.30.